# Phare de Fiskárdo
Pour les articles homonymes, voir Phare (homonymie) et Fiskárdo.
Le phare de Fiskárdo (en grec moderne : Φάρος Φισκάρδου) est un phare de 1892, de Fiskárdo en Céphalonie dans les îles Ioniennes de mer Ionienne en Grèce. 

## Histoire
Un premier phare vénitien est construit au XVIe siècle, avec tour ronde et maison de gardien de phare, sur la pointe nord-est de l'île de Céphalonie (la plus importante des îles Ioniennes) face au chenal maritime de la pointe nord-ouest de l'île voisine d'Ithaque.

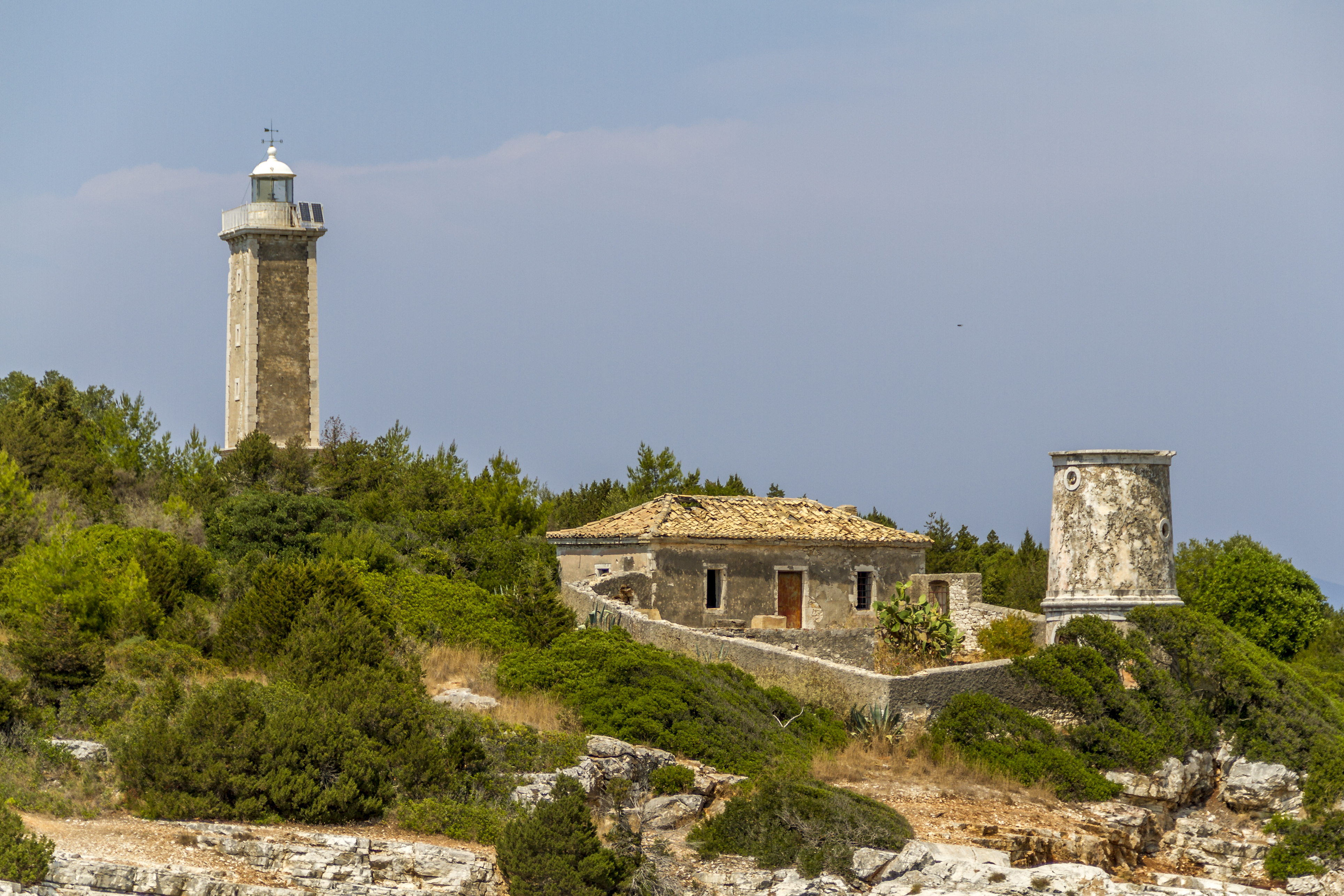
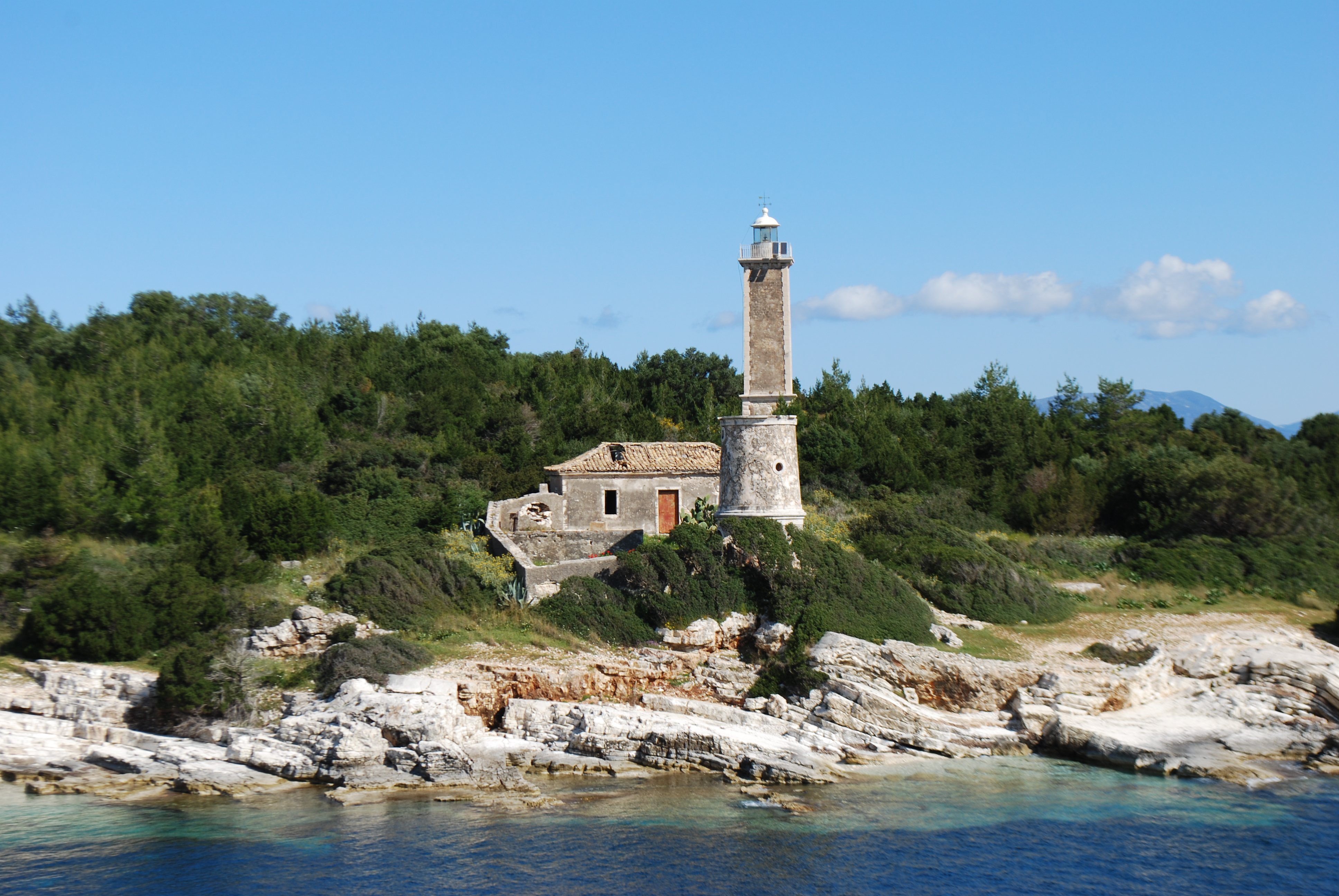

Le second phare, avec tour carrée victorienne, est construit en 1828, à proximité et un peu plus haut, pour succéder au premier phare du contrebas. Gravement endommagé lors du séisme de 1953 à Céphalonie, il est entièrement reconstruit à l'identique avec ses 14 m de hauteur. 

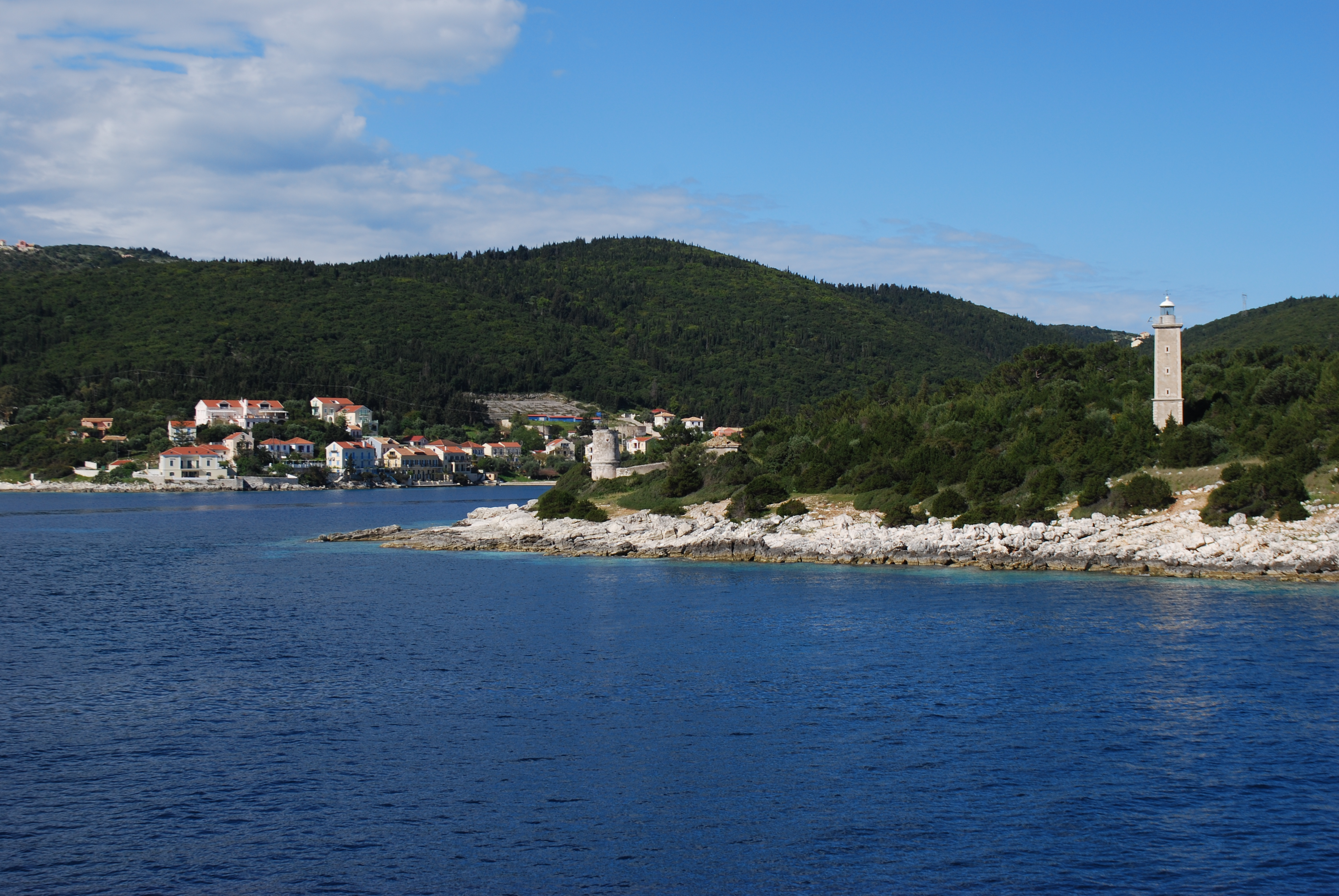
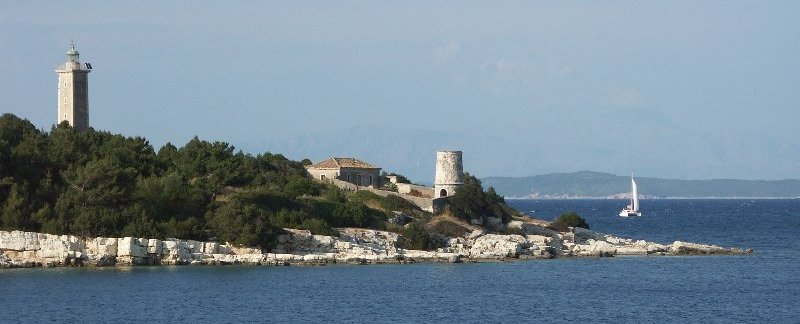

Sa lanterne culmine à 27 m au-dessus de la mer Ionienne, pour signaler l'entrée du chenal maritime de l'île voisine d'Ithaque et du port de Fiskárdo, avec un flash blanc toutes les 3 secondes sur une portée de 7 milles marins (13 km). 